# 칸지카
칸지카(포르투갈어: canjica), 뭉군자(포르투갈어: mungunzá), 또는 뭉구자(포르투갈어: munguzá)는 브라질의 옥수수 요리이다. 옥수수 알을 우유에 넣고 끓인 달콤한 포리지 또는 푸딩 같은 음식으로, 대표적인 페스타 주니나 음식 가운데 하나이며, 따라서 겨울 음식으로 여겨진다.

## 이름
브라질 남부와 남동부, 연방구에서는 주로 "칸지카(canjica)"나 확대형인 "칸지캉(canjicão)"으로 불린다. 어원은 킴분두어 "칸지카(kanjika)"이다.
북동부에서는 "뭉군자(mungunzá)"나 "뭉구자(munguzá)"로 불린다. "무군자(mugunzá)", "뭉쿤자(muncunzá)", "무쿤자(mucunzá)", "망구자(manguzá)" 등의 철자가 쓰이기도 한다. 어원은 킴분두어 "무쿤자(mu'kunza)"이며, "익힌 옥수수"를 뜻한다. 아프리카계 브라질인 문화·종교에서는 조미하지 않고 조리한 버전이 "무쿤자"나 "에보"로 불리기도 한다. 이 지역에서 "칸지카"로 부르는 음식은 남부와 남동부에서는 "쿠라우"로 불린다.
북동부 지역 안에서 북부와 경계를 접하는 메이우노르치(마라냥과 피아우이)에서는"옥수수 죽"이라는 뜻의 "밍가우 지 밀류(mingau de milho)"라 불리며, 북부의 파라에서는 "흰옥수수 죽"이라는 뜻의 "밍가우 지 밀류 브랑쿠(mingau de milho branco)"로 알려져 있다.
그 외에 "당나귀/바보 차"라는 뜻의 "샤 지 부후(chá de burro)" 등으로 불리기도 한다.

## 만들기
말린 노란옥수수나 흰옥수수 알을 물 불려 뒀다가 쓴다. 옥수수에 우유, 연유, 코코넛밀크, 정향, 계피를 넣고 저으며 익혀 내는데, 우유와 크림을 섞어 쓰기도 하며, 땅콩이나 파소카를 넣어 만들기도 한다. 코코넛을 갈아 넣는 경우도 있다.

## 같이 보기
- 에보
- 카추파
- 쿠라우